# Nowy Tomyśl (gromada)
Nowy Tomyśl – dawna gromada, czyli najmniejsza jednostka podziału terytorialnego Polskiej Rzeczypospolitej Ludowej w latach 1954–1972.
Gromady, z gromadzkimi radami narodowymi (GRN) jako organami władzy najniższego stopnia na wsi, funkcjonowały od reformy reorganizującej administrację wiejską przeprowadzonej jesienią 1954 do momentu ich zniesienia z dniem 1 stycznia 1973, tym samym wypierając organizację gminną w latach 1954–1972.
Gromadę Nowy Tomyśl z siedzibą GRN w mieście Nowym Tomyślu (nie wchodzącym w skład gromady) utworzono 4 lipca 1968 w powiecie nowotomyskim w woj. poznańskim z obszarów zniesionych gromad Nowy Tomyśl-Północ i Nowy Tomyśl-Południe w tymże powiecie; równocześnie do nowo utworzonej gromady Nowy Tomyśl włączono miejscowość Róża ze zniesionej gromady Wąsowo tamże.
W 1969 gromada miała 27 członków GRN.
1 stycznia 1970 części wsi Glinno (24,92 ha) i Paproć (52,11 ha) z gromady Nowy Tomyśl włączono do miasta Nowy Tomyśl.
31 grudnia 1971 do gromady Nowy Tomyśl włączono obszar zniesionej gromady Boruja Kościelna, miejscowość Bolewice ze zniesionej gromady Bolewice oraz miejscowości Bukowiec, Róża Nowa i Sątopy ze zniesionej gromady Bukowiec w tymże powiecie.
Gromada przetrwała do końca 1972 roku, czyli do kolejnej reformy gminnej. 1 stycznia 1973 w powiecie nowotomyskim reaktywowano zniesioną w 1954 roku gminę Nowy Tomyśl.